# Monte Piano Maggiore
Le Monte Piano Maggiore (en corse Prova dans la piève de Bozio, Pianu Maiò dans la piève de Vallerustie et Zenna Rossa dans la piève de Talcini) est une montagne du centre-est de la Corse culminant à 1 581 mètres d'altitude.
Il constitue le tripoint entre les pièves de Bozio, Talcini et Vallerustie.